# Will McDonald IV
Wilbert McDonald IV (Milwaukee, Wisconsin; 4 de junio de 1999) más conocido como Will McDonald IV, es un jugador profesional estadounidense de fútbol americano, se desempeña en la posición de defensive end en New York Jets, en la National Football League (NFL).

## Carrera
Hizo su debut profesional con el equipo New York Jets, lleva jugando una temporada, comenzó en el 2023.